# Station Duisburg-Buchholz
Station Duisburg-Buchholz (Duits: Bahnhof Duisburg-Buchholz) is een S-Bahnstation in het stadsdeel Buchholz van de Duitse stad Duisburg. Het station ligt aan de spoorlijn Keulen – Düsseldorf – Duisburg.

## Treinverbindingen
| Serie | Treinsoort            | Route | Bijzonderheden |
| ----- | --------------------- | --- | -------------- |
| S 1   | S-Bahn (DB Regio NRW) | Solingen Hbf – Solingen Vogelpark – Hilden Süd – Hilden – Düsseldorf-Eller – Düsseldorf-Eller Mitte – Düsseldorf-Oberbilk – Düsseldorf Volksgarten – Düsseldorf Hbf – Düsseldorf Wehrhahn – Düsseldorf Zoo – Düsseldorf-Derendorf – Düsseldorf-Unterrath – Düsseldorf Luchthaven – Angermund – Duisburg-Rahm – Duisburg-Großenbaum – Duisburg-Buchholz – Duisburg Schlenk – Duisburg Hbf – Mülheim (Ruhr)-Styrum – Mülheim (Ruhr) Hbf – Essen-Frohnhausen – Essen West – Essen Hbf – Essen-Steele – Essen-Steele Ost – Essen-Eiberg – Wattenscheid-Höntrop – Bochum-Ehrenfeld – Bochum Hbf – Bochum-Langendreer West – Bochum-Langendreer – Dortmund-Kley – Dortmund-Oespel – Dortmund Universität – Dortmund-Dorstfeld Süd – Dortmund-Dorstfeld – Dortmund Hbf |                |

0,0: Köln Hbf ·
1,1: Köln Messe/Deutz ·
4,1: Köln-Buchforst ·
5,0: Köln-Mülheim ·
7,5: Köln-Stammheim ·
9,4: Bayerwerk ·
11,7: Leverkusen Mitte ·
13,3: Leverkusen-Küppersteg ·
16,1: Leverkusen-Rheindorf ·
20,2: Langenfeld (Rhld) ·
22,7: Langenfeld (Rhld)-Berghausen ·
24,7: Düsseldorf-Hellerhof ·
26,0: Düsseldorf-Garath ·
28,5: Düsseldorf-Benrath ·
31,0: Düsseldorf-Reisholz ·
33,5: Düsseldorf-Eller Süd ·
39,5: Düsseldorf Hbf ·
46,0: Düsseldorf-Unterrath ·
47,7: Düsseldorf Flughafen ·
49,2: Kalkum ·
52,1: Angermund ·
53,8: Duisburg-Rahm ·
55,8: Duisburg-Großenbaum ·
57,8: Duisburg-Buchholz ·
60,0: Duisburg Schlenk ·
63,1: Duisburg Hbf
Dortmund Hbf ·
Dortmund-Dorstfeld ·
Dortmund-Wischlingen ·
Dortmund-Dorstfeld Süd ·
Dortmund Universität ·
Dortmund-Oespel ·
Dortmund-Kley ·
Bochum-Langendreer ·
Bochum-Langendreer West ·
Bochum Hbf ·
Bochum-Ehrenfeld ·
Wattenscheid-Höntrop ·
Essen-Eiberg ·
Essen-Steele Ost ·
Essen-Steele ·
Essen Hbf ·
Essen West ·
Essen-Frohnhausen ·
Mülheim Hbf ·
Mülheim-Styrum ·
Duisburg Hbf ·
Duisburg Schlenk ·
Duisburg-Buchholz ·
Duisburg-Großenbaum ·
Duisburg-Rahm ·
Angermund ·
Düsseldorf Flughafen ·
Düsseldorf-Unterrath ·
Düsseldorf-Derendorf ·
Düsseldorf Zoo ·
Düsseldorf-Wehrhahn ·
Düsseldorf Hbf ·
Düsseldorf Volksgarten ·
Düsseldorf-Oberbilk ·
Düsseldorf-Eller Mitte ·
Düsseldorf-Eller ·
Hilden ·
Hilden Süd ·
Solingen Vogelpark ·
Solingen Hbf